# Smilax aculeatissima
Smilax aculeatissima är en enhjärtbladig växtart som beskrevs av John Godfrey Conran. Smilax aculeatissima ingår i släktet Smilax och familjen Smilacaceae. Inga underarter finns listade.